# Shelley McNamara

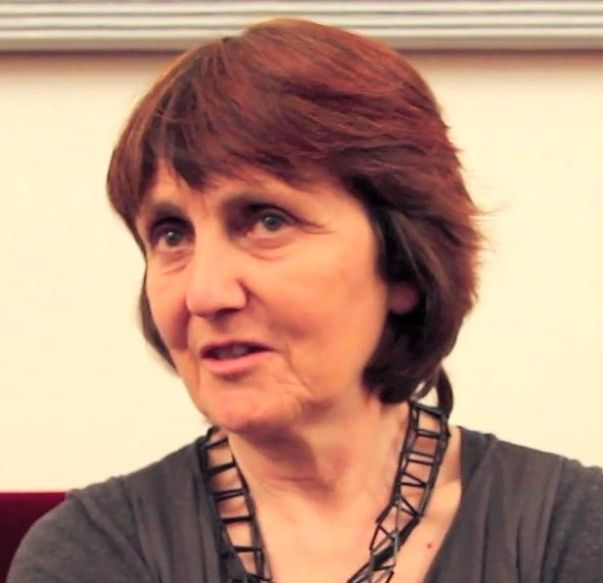
Shelley McNamara (2013)

Shelley McNamara (geboren 1952 in Lisdoonvarna, Grafschaft Clare) ist eine irische Architektin. Sie ist zusammen mit Yvonne Farrell Mitbegründerin des Architekturbüros Grafton Architects. Gemeinsam haben sie im Jahr 2020 den Pritzker-Architektur-Preis erhalten.

## Leben und Wirken
Shelley McNamara absolvierte ab 1974 ein Architekturstudium am University College Dublin (UCD). Nach ihrem Abschluss begann sie als Dozentin im Fachgebiet Architektur des University College Dublin zu lehren. Sie war als externe Prüferin an der Universität Cambridge und der London Metropolitan School of Architecture tätig. Neben ihrer Lehrtätigkeit hat McNamara Vorträge an europäischen und amerikanischen Architekturschulen gehalten. 2015 wurde sie zur außerordentlichen Professorin am University College Dublin berufen.
Zusammen mit Yvonne Farrell gründete sie 1978 das Architekturbüro Grafton Architects in Dublin. Seitdem entwarfen die Architektinnen gemeinsam  Gebäude und Komplexe. Sie arbeiten häufig mit Beton und großen Sichtbetonflächen, mit harten Ziegelflächen und offengelegten Konstruktionen. „So deuteten sie beispielsweise die Funktion von Balkonen oder Treppenhäusern um: Diese dienten fortan nicht mehr dem isolierten Verweilen zuhause oder dem hastigen Hoch- und Runtergehen, sondern der Kommunikation und dem gemeinschaftlichen Verweilen“, berichtet der Architekturkritiker Nikolaus Bernau anlässlich der Auszeichnung mit dem Pritzker-Architektur-Preis.
In ihren Entwürfen widmen sie sich der Frage, wie öffentlicher Raum funktioniert. Ihre Bauten stehen einerseits in der Tradition der Nachkriegsmoderne, andererseits für ‚offene Begegnungsarchitektur‘.
Einem größeren Publikum wurden Shelley McNamara und ihre Partnerin als Kuratorinnen der Architektur-Biennale Venedig 2018 bekannt. Mit dem Motto Freiraum beschworen sie die „Freigebigkeit des Geistes, als Mut zu einem neuen Denken, zugleich als Sinn für Menschlichkeit und Grundlage der Architektur“. Sie luden u. a. Maurus Schifferli, Angela Deuber, Francesca Torzo, David Chipperfield, SANAA, Lacaton & Vassal, Paulo Mendes da Rocha, Rafael Moneo, Toyo Ito, Eduardo Souto de Moura und Aurelio Galfetti ein.
Sie „kreieren Räume, die gleichzeitig respektvoll und neu sind“, begründete die Hyatt-Stiftung 2020 die Auszeichnung der Architektinnen mit dem  Pritzker-Preis.
Shelley McNamara ist Mitglied des Königlichen Instituts Irischer Architekten (RIAI), Mitglied des Königlichen Instituts Britischer Architekten (RIBA) und gewähltes Mitglied von Aosdána, der bedeutenden irischen Kunstorganisation. Sie ist die erste Architektin, die in Aosdána aufgenommen wurde.

### Lehrtätigkeit (Auswahl)
- 1977–2009 Dozentin University College Dublin (UCD)
- 2008–2010 Gastprofessur Università della Svizzera italiana, Accademia di Architettura
- 2010–2011 Gastprofessur Eidgenössische Technische Hochschule Lausanne
- 2010 Gastprofessur Harvard Graduate School of Design, Kenzo Tange-Lehrstuhl
- 2011 Gastprofessur Yale School of Architecture,  Louis Kahn-Lehrstuhl

### Bauwerke (Auswahl)
- 2000: Wohnanlage North King Street Housing, Dublin
- 2003: Gemeinschaftsschule, North Kildare
- 2006: Milford Schule, Donegal
- 2006: Erweiterungsbau der Fakultät Maschinenbau, Dublin
- 2007: Gebäude der Finanzverwaltung, Dublin
- 2008: Adamstown Library and Civic Center, Dublin
- 2013: Gebäude für die Medizinische Fakultät der University of Limerick
- 2015: Universitätscampus Universidad de Ingeniería y Tecnología, Lima (Peru)[5]
- 2016: Paul Marshall Building – London School of Economics
- 2019: Université Toulouse 1
- 2019: Institut Mines Telecom, Paris

## Auszeichnungen (Auswahl)
Alle Auszeichnungen und Preise gemeinsam mit Yvonne Farrell
- 2003: Preis für das Beste öffentliche Gebäude des Königlichen Instituts Irischer Architekten
- 2008: World Building of the Year Award beim Weltfestival der Architekten für das Gebäude der Wirtschaftsuniversität Luigi Bocconi Mailand
- 2009: Nominierung für den Mies van der Rohe Preis
- 2012: Silberner Löwe, 12. Architektur-Biennale Venedig
- 2013: Nominierung für den Sterling-Prize für ein Gebäude der University of Limerick
- 2016: International Prize vom Königlichen Institut Britischer Architekten für den Universitätscampus der Universidad de Ingeniería y Tecnología, Lima (Peru)
- 2017: Kuratorin der 16. Architektur-Biennale Venedig 2018
- 2018: Blueprint Award für zeitgenössische Architektur
- 2019: Ehrendoktorwürde des Trinity College Dublin
- 2019: Ehrendoktorwürde der National University of Ireland, Galway
- 2020: Royal Gold Medal vom Königlichen Institut Britischer Architekten
- 2020: Pritzker-Preis
- 2020: Heinrich-Tessenow-Medaille

## Publikation
- Yvonne Farrell, Shelley McNamara: Dialogue and Translation. Grafton Architects. Columbia Books on Architecture and the City, Bethesda 2014, ISBN 978-1-941332-01-6 (engl.).